# Блейн (Пенсільванія)
Блейн (англ. Blain) — місто (англ. borough) в США, в окрузі Перрі штату Пенсільванія. Населення — 229 осіб (2020).

## Географія
Блейн розташований за координатами 40°20′11″ пн. ш. 77°30′45″ зх. д. / 40.33639° пн. ш. 77.51250° зх. д. (40.336518, -77.512368).  За даними Бюро перепису населення США в 2010 році місто мало площу 0,82 км², уся площа — суходіл.

## Демографія
Згідно з переписом 2010 року, у селищі мешкали 263 особи в 94 домогосподарствах у складі 73 родин. Густота населення становила 320 осіб/км².  Було 104 помешкання (126/км²).
Расовий склад населення:
| - 99,2 % — білих |

До двох чи більше рас належало 0,8 %. Частка іспаномовних становила 0,0 % від усіх жителів.
За віковим діапазоном населення розподілялося таким чином: 27,8 % — особи молодші 18 років, 56,2 % — особи у віці 18—64 років, 16,0 % — особи у віці 65 років та старші. Медіана віку мешканця становила 39,4 року. На 100 осіб жіночої статі у селищі припадало 97,7 чоловіків;  на 100 жінок у віці від 18 років та старших — 106,5 чоловіків також старших 18 років.
Середній дохід на одне домашнє господарство  становив 56 084 долари США (медіана — 50 313), а середній дохід на одну сім'ю — 65 574 долари (медіана — 61 875). Медіана доходів становила 43 750 доларів для чоловіків та 40 625 доларів для жінок. За межею бідності перебувало 26,4 % осіб, у тому числі 31,0 % дітей у віці до 18 років та 19,0 % осіб у віці 65 років та старших.
Цивільне працевлаштоване населення становило 108 осіб. Основні галузі зайнятості: освіта, охорона здоров'я та соціальна допомога — 24,1 %, роздрібна торгівля — 17,6 %, сільське господарство, лісництво, риболовля — 11,1 %, транспорт — 8,3 %.